# سودهن گلی
سودهن گلی (به انگلیسی: Sudhan Gali) یک روستا در پاکستان است که در ناحیه باغ واقع شده‌است. سودهان گلی ۲٬۱۳۳٫۶۳ متر بالاتر از سطح دریا واقع شده‌است.